# Nokia 6710 Navigator
Nokia 6710 Navigator är en smartphone från Nokia som annonserades i början av 2009 vid Mobile World-mässan i Barcelona.